# 松山圏
松山圏（まつやまけん）は、愛媛県が定めた6つの圏域区分の1つ。愛媛県の中部を示す「中予地方」と同じ地理的範囲である。連携中枢都市圏においては松山圏域とも表記される。
他の松山市に関する都市圏、圏域としては、国勢調査上の都市圏や都市雇用圏などがあり、それらについてもこのページで述べる。
愛媛大学、松山大学など愛媛県内の大半の大学や短期大学がこの圏域にあり、高等教育機関も集積している。

## 定義
- 圏域は、松山市、東温市、伊予市、松前町、砥部町、久万高原町。
- 人口は約65万人で、県内6圏域の中で最も人口が多く、愛媛県の人口の半分近くをこの圏域で占めている。そのうち人口50万人以上の松山市が圧倒的な存在感を示しており、県内での一極集中が進みつつある。

## 松山市に関する都市圏

### 「10% 都市圏（通勤圏）」
2010年国勢調査の基準では松山市を中心都市とした3市2町で都市雇用圏を構成し、2015年の人口は637,608人である。
都市雇用圏（10% 通勤圏）の変遷
- 10% 通勤圏に入っていない自治体は、各統計年の欄で灰色かつ「-」で示す。

| 自治体 ('80) | 1980年                 | 1990年                 | 1995年                 | 2000年                 | 2005年                 | 2010年                 | 2015年 | 自治体 （現在） |
| ------------ | ---------------------- | ---------------------- | ---------------------- | ---------------------- | ---------------------- | ---------------------- | ------ | --------------- |
| 中島町       | -                      | -                      | -                      | -                      | 松山 都市圏 64万2696人 | 松山 都市圏 64万2841人 |        | 松山市          |
| 北条市       | 松山 都市圏 54万2188人 | 松山 都市圏 58万8844人 | 松山 都市圏 60万9796人 | 松山 都市圏 62万3570人 | 松山 都市圏 64万2696人 | 松山 都市圏 64万2841人 |        | 松山市          |
| 松山市       | 松山 都市圏 54万2188人 | 松山 都市圏 58万8844人 | 松山 都市圏 60万9796人 | 松山 都市圏 62万3570人 | 松山 都市圏 64万2696人 | 松山 都市圏 64万2841人 |        | 松山市          |
| 重信町       | 松山 都市圏 54万2188人 | 松山 都市圏 58万8844人 | 松山 都市圏 60万9796人 | 松山 都市圏 62万3570人 | 松山 都市圏 64万2696人 | 松山 都市圏 64万2841人 |        | 東温市          |
| 川内町       | 松山 都市圏 54万2188人 | 松山 都市圏 58万8844人 | 松山 都市圏 60万9796人 | 松山 都市圏 62万3570人 | 松山 都市圏 64万2696人 | 松山 都市圏 64万2841人 |        | 東温市          |
| 松前町       | 松山 都市圏 54万2188人 | 松山 都市圏 58万8844人 | 松山 都市圏 60万9796人 | 松山 都市圏 62万3570人 | 松山 都市圏 64万2696人 | 松山 都市圏 64万2841人 |        | 松前町          |
| 砥部町       | 松山 都市圏 54万2188人 | 松山 都市圏 58万8844人 | 松山 都市圏 60万9796人 | 松山 都市圏 62万3570人 | 松山 都市圏 64万2696人 | 松山 都市圏 64万2841人 |        | 砥部町          |
| 伊予市       | 松山 都市圏 54万2188人 | 松山 都市圏 58万8844人 | 松山 都市圏 60万9796人 | 松山 都市圏 62万3570人 | 松山 都市圏 64万2696人 | 松山 都市圏 64万2841人 |        | 伊予市          |
| 双海町       | 松山 都市圏 54万2188人 | 松山 都市圏 58万8844人 | 松山 都市圏 60万9796人 | 松山 都市圏 62万3570人 | 松山 都市圏 64万2696人 | 松山 都市圏 64万2841人 |        | 伊予市          |
| 中山町       | -                      | -                      | -                      | -                      | 松山 都市圏 64万2696人 | 松山 都市圏 64万2841人 |        | 伊予市          |
| 広田村       | -                      | -                      | -                      | -                      | 松山 都市圏 64万2696人 | 松山 都市圏 64万2841人 |        | 砥部町          |

- 2004年9月21日：温泉郡重信町と川内町が対等合併して東温市となった。
- 2005年1月1日：松山市が、北条市と温泉郡中島町を編入合併した。
- 2005年1月1日：（旧）砥部町と広田村が合併して（新）砥部町となった。
- 2005年4月1日：（旧）伊予市、伊予郡双海町、中山町が合併して（新）伊予市となった。

### 「1.5% 都市圏」（通勤通学圏）
総務省統計局が国勢調査において定義している都市圏（→都市圏 (総務省)）。四国で唯一掲載されている。都市圏人口は706,883人（2015年）。
| 年     | 人口 （人） | 面積 (km2) | 人口密度 (人/km2) |
| ------ | ----------- | ---------- | ----------------- |
| 2005年 | 724,048     | 2,272      | 319               |
| 2010年 | 717,687     | 2,272      | 316               |
| 2015年 | 706,883     | 2,272      | 311               |
| 2020年 | 693,639     | 2,272      | 305               |

## 産業

### 製造業
- 松山市、東温市、伊予市、松前町で製造業が盛んである。
- 繊維（松山市・松前町）、機械（松山市・東温市）、石油化学（松山市）、食品（伊予市、松前町）の工業が主に行われているほか、砥部焼、伊予絣、竹細工等の伝統工芸も存在する。

### 小売業
- 松山市に多数の小売店が集まっていて、松山三越、いよてつ髙島屋、フジグラン松山、イオンスタイル松山、ジョー・プラ（ダイエー南松山店跡）、マルナカ、マルヨシセンター、サニーマートなどの大型店が立地する。
- 松山市のJT工場跡にイズミが大型ショッピングセンターの建設を予定していたが地元住民の反対で中止となった。
- 松山市外としては、フジ・リテイリング（松山市）が松前町に中四国最大級の大型ショッピングセンター「エミフルMASAKI」を開設した。

### 観光業
- 松山市の道後温泉や松山城、久万高原町の面河渓や石鎚山、四国カルスト、砥部町のとべ動物園などさまざま観光地や観光施設がある。

### 情報通信業
- 松山市ではコールセンターの誘致が盛んに行われ、数社の企業のコールセンターの誘致に成功している。

### 本社を置く主要企業
- 三浦工業（ボイラーの製造）
- 井関農機（農業機械の製造）
- PHC（かつては松下電器産業子会社、電気製品の製造、旧・松下寿電子工業、旧・パナソニック四国エレクトロニクス、旧・パナソニック ヘルスケア）
- 日東ライフテック（日東電工子会社、無溶剤粘着テープの製造）
- コスモ松山石油（コスモ石油子会社、石油化学製品の製造）
- 一六本舗（菓子製造）
- 母恵夢（菓子製造）
- えひめ飲料（果汁飲料製造）
- 四国乳業（牛乳製造）
- 伊予鉄グループ（鉄道・バス業）
- 中島汽船（フェリー運輸）
- 石崎汽船（フェリー運輸）
- 伊予銀行（地方銀行）
- 愛媛銀行（第二地銀）
- 愛媛信用金庫（信用金庫）
- 二浪証券（証券会社）
- ダイキ（ホームセンター）
- レデイ薬局（ドラッグストアー）
- いよてつ高島屋
- サークルケイ四国（サークルKサンクス子会社、コンビニ）
- セブンスター（スーパーマーケット）
- パワーアップ（飲食店）
- アスティス（医療品卸売）
- 明屋書店（書店）
- フジ・リテイリング（スーパーマーケット）
- ジョー・コーポレーション（不動産）
- 西広（広告作成）
- サニクリーン四国（サニクリーン子会社）
- セキ（出版・印刷）
- フジケンエンジニアリング（プラントエンジニアリング）
- ヤマキ（水産加工品の製造）
- マルトモ（水産加工品の製造）
- 四国ガス（ガス会社、2本社体制であり本店や本社は今治市に置く）
- サンタ（アイスクリーム生産）
- 四国シキシマパン（敷島製パンのグループ企業）
- 愛媛新聞社
- 愛媛電算（情報、愛媛新聞社系）
- 四国名鉄運輸（運送）
- 四国西濃運輸（運送）

### 圏域内に工場・事業所を置く企業
- 三菱化学
- 東レ
- 帝人
- 東レ・ファインケミカル
- 大阪ソーダ
- レンゴー
- タカキベーカリー
- 山崎製パン
- 東芝EIコントロールシステム
- TMTマシナリー
- ベストプラネット